# Síndrome de Flammer
A síndrome de Flammer é uma entidade clínica recentemente descoberta, compreendendo um conjunto de características clínicas causado sobretudo pela desregulação do fornecimento de sangue, anteriormente chamado desregulação vascular. Pode manifestar-se através de muitos sintomas, tais como mãos e pés frios, estando muitas vezes associado à baixa pressão sanguínea. Em alguns casos está associado, ou predispõe ao desenvolvimento de doenças, tais como o glaucoma em tensão arterial normal. A síndrome foi nomeado em homenagem ao oftalmologista suíço Josef Flammer.

## Descoberta
Quem descobriu a Síndrome de Flammer foi Josef Flammer nascido em 21 de abril de 1948, é um diretor oftalmologista e de longa data na suíça da Clínica Oftalmológica do Hospital Universitário de Basel na Suíça. Atualmente o Dr. Josef Flammer esta aposentado, mas, ainda nessa situação o mesmo se dispõe a passar o seu conhecimento e descoberta, no tocante a Síndrome de Flammer.
Josef Flammer é um especialista em glaucoma que desenvolveu um novo conceito patogênico conforme o dano glaucomatoso a que o fornecimento de sangue instável leva ao estresse oxidativo, que por sua vez, desempenha um papel importante na apoptose (morte celular) das células do nervo óptico e da retina em pacientes com glaucoma.
A síndrome de Flammer representa uma entidade clínica recentemente descrita que compreende um complexo de características clínicas, principalmente relacionadas com a desregulação da perfusão sanguínea, uma condição anteriormente chamada de desregulação vascular primária. A síndrome de Flammer pode se manifestar em sintomas como mãos e pés frios e é frequentemente associada com pressão arterial baixa. Em certos casos, é associada com ou predispõe para o desenvolvimento de doenças tais como: o glaucoma de tensão normal. A síndrome de Flammer deve seu nome ao oftalmologista suíço Josef Flammer.

## Sinais e Sintomas
A maioria dos sintomas da síndrome de Flammer resulta de uma regulação deficiente dos vasos sanguíneos. A maneira como estes sintomas afetam o paciente depende dos órgãos ou das partes do corpo cuja perfusão de sangue é insuficiente. Os sintomas típicos da síndrome de Flammer incluem as mãos ou pés frios, pressão arterial baixa e o aumento da sensação de dor incluindo a tendência para enxaquecas. Além disso, existem sintomas não ou apenas indiretamente ligados à desregulações da perfusão de sangue, como o tempo de latência prolongado para o sono, uma sensação de sede reduzida, sensibilidade alta não só ao frio, mas também a odores e vibrações assim como a sensibilidade alterada a certos medicamentos (por exemplo, bloqueadores dos canais de cálcio e beta-bloqueadores sistémicos são bem tolerados apenas em doses muito mais baixas). Manchas brancas e vermelhas reversíveis de pele no rosto ou pescoço sob estresse psicológico e cãibras musculares são relativamente comuns. Pessoas com síndrome de Flammer são geralmente muito precisas, altamente motivadas e bem sucedidas em sua vida profissional.
Estudos científicos têm mostrado que os pacientes com o chamado glaucoma de tensão normal, no qual o dano ocorre ou avança, apesar de uma pressão intraocular normal, na maioria das vezes sofrem de fluxo sanguíneo ocular perturbado, sendo a síndrome de Flammer uma das potenciais causas dessa alteração. Algumas das características da síndrome de Flammer eram anteriormente resumidas sob o termo "síndrome de desregulação vascular primária".
Os sintomas e sinais da síndrome de Flammer podem incluir:
1. mãos e / ou pés frios;
2. hipotensão arterial;
3. baixo índice de massa corporal;
4. diminuição da sensação de sede;
5. tempo de latência aumentado para o sono;
6. aumento da sensibilidade à dor, aos odores, e a certos medicamentos;
7. enxaqueca;
8. tinido;
9. descoloração irregular reversível branca ou vermelha da pele.

Pessoas com síndrome de Flammer normalmente respondem de forma mais intensa a estímulos físicos, frio ou estresse psicológico. Pessoas com síndrome de Flammer trabalham normalmente em ambientes internos e geralmente são altamente motivadas na sua vida profissional.

## Diagnóstico
Existem testes objetivos, porém demorados como a microscopia capilar, análise dinâmica de vasos retinais ou quantificação da expressão gênica de linfócitos para diagnosticar a síndrome de Flammer. Em uma rotina clínica, no entanto, um diagnóstico presumido de síndrome de Flammer se baseia principalmente na anamnese do paciente e no exame clínico.

## Significado clínico
Ser afetado pela síndrome de Flammer não significa necessariamente adoecer. Pelo contrário: a maioria dos afetados são, e permanecem saudáveis. A incidência de certas doenças, como a arteriosclerose e as suas consequências, parece ser mesmo rara entre os indivíduos afetados pela síndrome de Flammer, enquanto outras ocorrem mais frequentemente. Os exemplos mais conhecido de condições associadas à síndrome de Flammer são o glaucoma de tensão normal e a pressão venosa retiniana aumentada. A síndrome de Flammer aumenta o estresse oxidativo e também pode predispor a doenças como o tinido ou perda auditiva por vezes mesmo aguda oclusões vasculares, especialmente a oclusão da veia central da retina que pode ocorrer apesar da ausência de fatores de risco vascular clássico[4].

## Tratamento
A síndrome de Flammer não requer terapia, desde que o individuo afetado não esteja aflito com os sintomas ou sofra de sequelas patológicas. O tratamento é baseado em três pilares:
1. modificação de estilo de vida;
2. dieta;
3. medicação.

Um estilo de vida saudável deve incluir sono regular, controle de peso (no sentido de não estar abaixo do peso e evitar períodos de jejum) e evitar fatores desencadeantes conhecidos, tais como ascensão rápida a alta altitude e exposição desprotegida ao frio. O exercício físico regular é aconselhável, mas a prática esportiva excessiva pode ser prejudicial. A nutrição deve ser rica em antioxidantes, contidos, por exemplo, no chá verde, café preto de filtro, vinho tinto, mirtilo e outras frutas. Alimentos com alto teor de ácido graxo Omega-3, especialmente na forma de peixes, melhoram a regulação do fluxo sanguíneo. Se a pressão sanguínea for baixa, o consumo de sal deve ser estimulado. Medicamentos soníferos devem ser evitados ou tomados sob rigoroso controle médico. A regulação vascular pode ser melhorada através da suplementação com magnésio e baixas doses de antagonistas de canal de cálcio.